# Claudia López Hernández
Claudia Nayibe López Hernández (Bogotá, 9 de marzo de 1970) es una política y activista colombiana. Se desempeñó como alcaldesa mayor de Bogotá desde el 1 de enero de 2020 hasta el 31 de diciembre de 2023. Fue senadora de la república por el partido Alianza Verde y candidata a la vicepresidencia, apoyada por la Coalición Colombia. Se ha desempeñado como consultora de Naciones Unidas y ha trabajado como columnista en varios medios de comunicación.  
La revista Forbes Colombia la eligió como una de las cincuenta mujeres más importantes de Colombia, en 2020 y en 2023.

## Primeros años
Es la hija mayor de Reyes Elías López Ruizes y María del Carmen Hernández, quienes tuvieron 2 hijas, pero cuenta con 6 hermanos. Terminó primaria en una escuela pública de Engativá y bachillerato en el Colegio Rosario de Funza. Estudió algunos semestres de licenciatura en Biología en la Universidad Distrital, tras lo cual ingresó y se graduó en Finanzas, Gobierno y Relaciones Internacionales de la Universidad Externado de Colombia. Tiene una maestría en Administración Pública y Política Urbana en la Universidad de Columbia, y un doctorado en Ciencia Política de la Northwestern University, con una beca Fulbright.
Su aparición en la vida pública está ligada al movimiento estudiantil de la Séptima Papeleta que, entre 1989 y 1990, impulsó la Asamblea Nacional Constituyente de 1991. Fue directora del Departamento Administrativo de Acción Comunal Distrital (DAACD, ahora Instituto Distrital de la Participación y Acción Comunal, IDPAC) en Bogotá y alcaldesa encargada de Santa Fe de Bogotá durante la primera alcaldía de Enrique Peñalosa.

## Investigadora y columnista de opinión
Como investigadora de la Corporación Nuevo Arco Iris, trabajó junto a Ariel Ávila y León Valencia y la Misión de Observación Electoral, se destacó por sus trabajos sobre las votaciones atípicas. Estos fueron su punto de partida para destapar el escándalo de la parapolítica en 2006. Sus investigaciones han aclarado condenas sobre más de cuarenta representantes públicos por nexos con parapolítica; y generó controversia por sus opiniones críticas al gobierno del expresidente Álvaro Uribe y sus aliados políticos. 
En 2008, la Contraloría decretó la nulidad de un proceso que le había abierto en 2006 por supuesto detrimento patrimonial. Un año antes, la Corte Constitucional había fallado a su favor por «vulneración del debido proceso y derecho de defensa por indebida notificación».
En octubre de 2009, fue despedida públicamente de El Tiempo por criticar el cubrimiento que ese mismo diario hizo del escándalo de Agro Ingreso Seguro. Según López, el diario perteneciente a la familia Santos, antigua dueña y ahora accionista del periódico, habría intentado favorecer la candidatura del exministro y expresidente (2017) Juan Manuel Santos. Además, López se refirió al interés del periódico por aspirar al llamado tercer canal de televisión privada en el país. Las directivas, presididas por Roberto Pombo, calificaron las afirmaciones de «falsas, malintencionadas y calumniosas».
En 2011 se resolvió un proceso penal a su favor después de que el expresidente Ernesto Samper la denunciara por injuria y calumnia por haberlo vinculado con la mafia en una columna de El Tiempo.
En 2013 el gobernador de Antioquia Luis Alfredo Ramos la denunció por señalarlo de haber conseguido votos con ayuda de grupos paramilitares, «Ramos podría haberse elegido sin el apoyo de los paramilitares y escogió no hacerlo», afirmó. Las denuncias se confirmaron el 28 de agosto de 2013 con la emisión de orden de captura contra el exgobernador y su posterior condena por nexos con dichos grupos.

## Senadora de la República

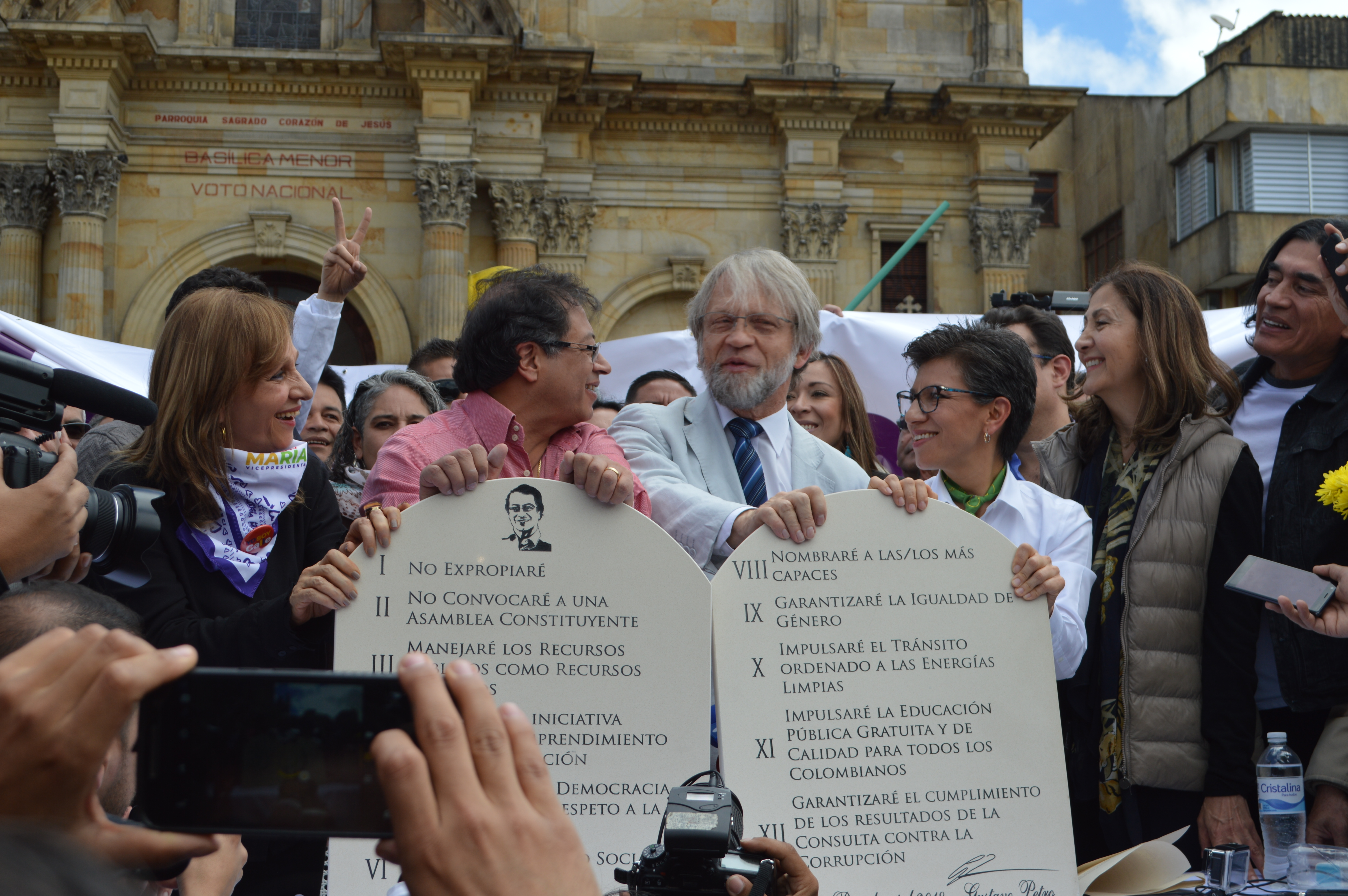
Antanas Mockus y López, en 2018, anunciando que votarían por Gustavo Petro para la segunda vuelta presidencial.

En 2014, llegó al Senado con 81.125 votos como candidata del partido Alianza Verde. El mismo año, un abogado demandó su investidura como senadora por tener una relación con la representante a la Cámara Angélica Lozano Correa, pues la ley prohíbe que sean congresistas por un mismo partido político dos personas que tengan una unión marital de hecho. Ellas argumentaron que esa prohibición no les concierne dado que para entonces mantenían un noviazgo y no una unión marital de hecho. El Consejo de Estado rechazó la demanda en contra de Claudia López y su pareja y mantuvo la investidura de ambas. 
El 27 de diciembre de 2016, anunció su candidatura en las elecciones presidenciales de 2018, siendo así la primera precandidata del Partido Alianza Verde. El mismo año, haciendo parte de la Coalición Colombia, integrada por el Polo Democrático, Compromiso Ciudadano y Partido Alianza Verde resultó fórmula Vicepresidencial de Sergio Fajardo logrando el tercer lugar en la primera vuelta. En la segunda vuelta apoyó a Gustavo Petro.
En 2018, para frenar la corrupción política, promovió una consulta nacional que estuvo cerca de ser aprobada. 
En 2019, se casó con la senadora Angélica Lozano.

## Alcaldesa de Bogotá (2020-2024)

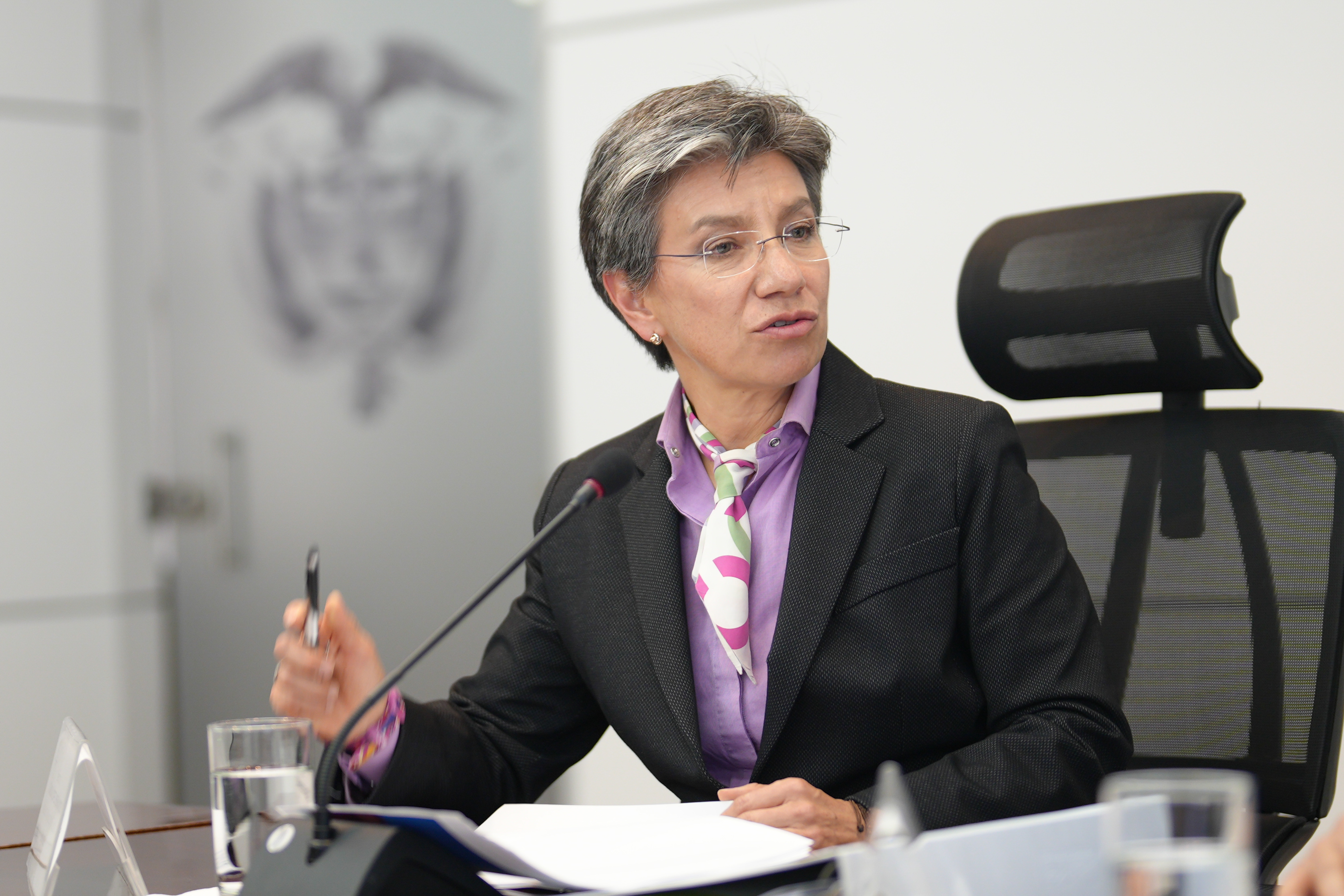
López como alcaldesa en 2023

El 27 de octubre de 2019, ganó las elecciones locales de Bogotá con 1 108 541 votos. De esta manera, se convirtió en la primera mujer que llega a la alcaldía por las urnas y la primera alcaldesa abiertamente homosexual de una capital de América.

### Manejo de la pandemia
La gestión de López estuvo marcada por la epidemia de coronavirus en Colombia. Dentro de sus medidas se destaca el temprano simulacro de aislamiento preventivo, la transformación de Corferias en centro hospitalario y el cierre del aeropuerto El Dorado. En marzo de 2021, López fue escogida entre treinta y dos alcaldes para participar por el World Mayor Prize 2021, premio otorgado por la Fundación City Mayors, que en 2021 busca darle un reconocimiento al alcalde que mejor haya manejado la pandemia del COVID-19 en su ciudad. El 14 de mayo, anunció que se había contagiado de esa enfermedad y que la remplazaría, mientras que se recuperaba, su secretario de Salud, Alejandro Gómez.
En abril de 2020, en el inicio de la cuarentena por covid-19, en redes sociales, circuló una foto de la alcaldesa con su pareja Angélica Lozano haciendo compras en un supermercado, lo que desató una gran polémica cuando se decretó que la cuarentena exige que solo una persona por familia vaya a mercar, hecho que le valió una investigación por parte de la Fiscalía. Pidió disculpas en sus redes sociales y afirmó que su responsabilidad es dar ejemplo. En enero de 2021 también recibió críticas por viajar de vacaciones a Costa Rica en medio de la segunda ola de la pandemia. López decidió regresar anticipadamente debido a la polémica suscitada.

### Educación y comunidad

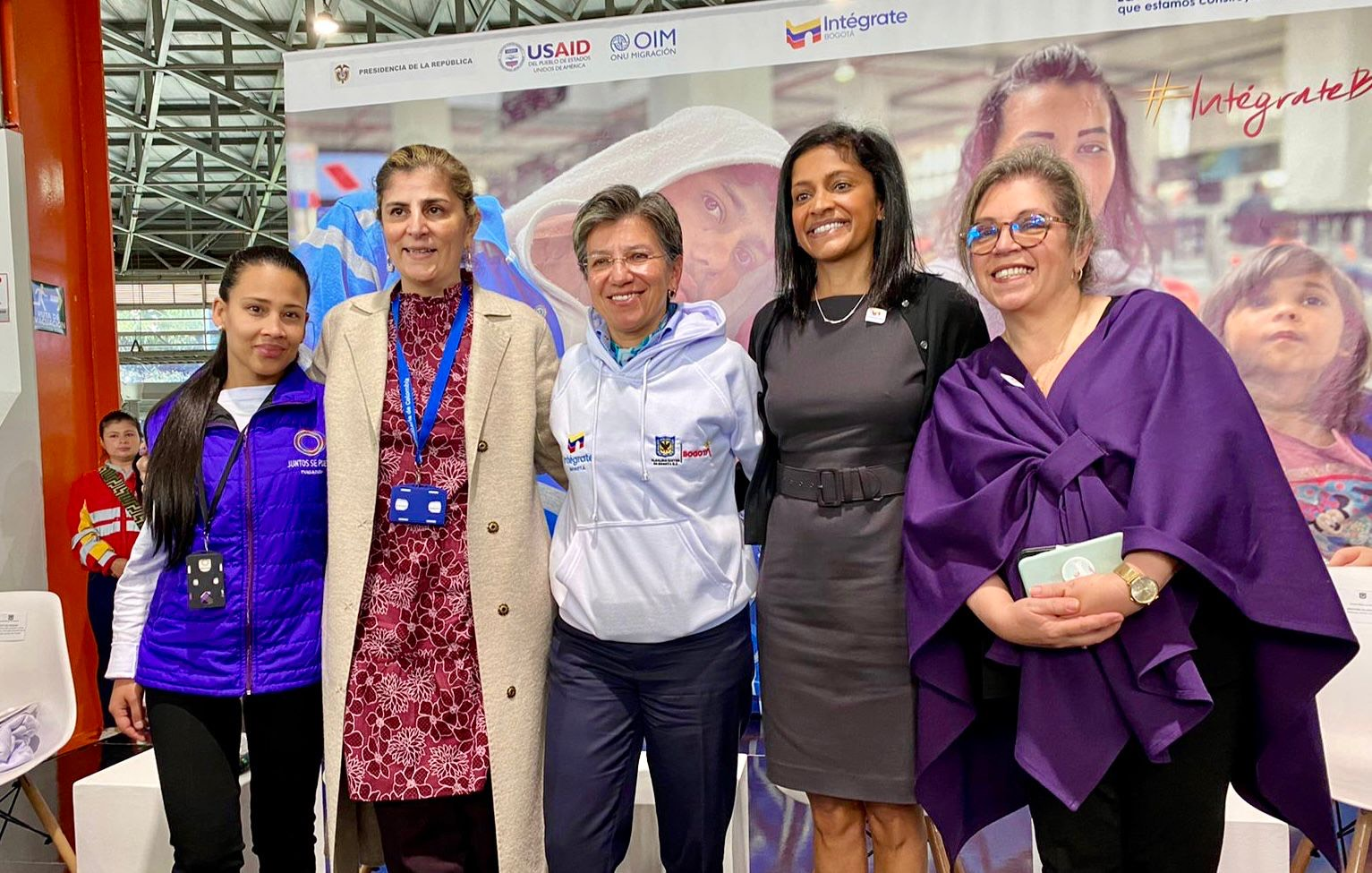
López en 2022 como alcaldesa acompañada de Laura Gil y funcionarios de la USAID

A la alcaldía de López se le reconoció sus avances en programas de educación, en particular el programa «Jóvenes a la U» que entregó 40 mil becas, así como la culminación de infraestructura educativa entregando 35 colegios. También se destacó el programa «Manzanas del cuidado» que brindó servicios comunitarios a mujeres que están al cuidado de otras personas. Ambos programas fueron destacados por los candidatos a sucederla quienes dijeron que le darían continuidad.
Dentro de los aspectos negativos destaca la controversia desatada en octubre de 2020, por las declaraciones de López sobre los migrantes venezolanos en Colombia causaron polémica ante la posibilidad de que reforzaran los sentimientos antivenezolanos y fueron rechazadas por la Asamblea Nacional de Venezuela. El 18 de marzo de 2021, López pidió perdón por sus declaraciones.

### Seguridad
Dentro de los aspectos negativos estuvo el manejo de la seguridad, durante su administración la percepción de inseguridad aumentó, los homicidios aumentaron en 3 por ciento y los hurtos en 12,3 por ciento. López dijo que se iba de la alcaldía frustrada por no haber logrado mejorar la seguridad. A pesar de haber prometido incrementar el pie de fuerza este disminuyó.

### Movilidad

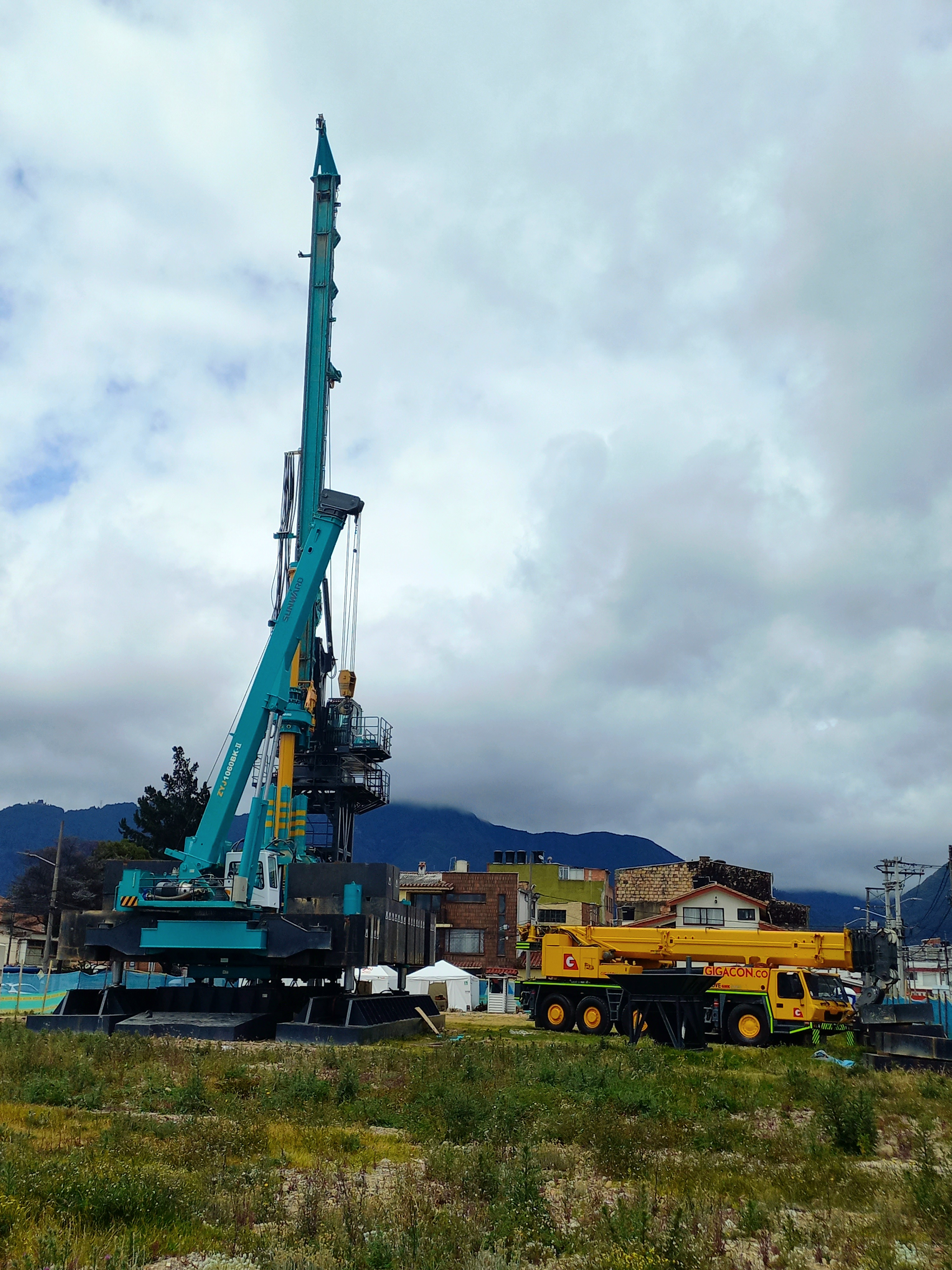
Maquinaria de construcción del sistema metro en 2023

En materia de movilidad se le criticó a su administración el manejo del tráfico.
En cuanto a transporte masivo, algunos sectores le dieron crédito a López por dar continuidad a la primera línea del metro contratada por Peñalosa, mientras otros criticaron que continuara dicho proyecto por considerar que no era el adecuado para la ciudad.
Hubo igualmente críticas por la expansión del sistema transmilenio. Pese a haber dicho en campaña que no adjudicaría la construcción de Transmilenio por la Avenida 68, el 23 de enero de 2020, lo hizo con el argumento de que no podía suspender el proceso (que comenzó en la administración de su antecesor, Enrique Peñalosa) pues esto generaría millonarias multas para la ciudad. La decisión generó protestas y bloqueos de familias y comerciantes que se verían afectados e incluso concejales de la bancada de gobierno estuvieron divididos.
Uno de sus proyectos insignia en materia de movilidad fue la propuesta de construcción de Transmilenio por la carrera séptima al cual le llamó «corredor verde», dicho proyecto generó muchas críticas y oposición jurídica, hasta el punto que a dos meses de terminar su mandato y cuando se disponía a adjudicarlo, un juez ordenó la suspensión de la licitación dejando para su sucesor la resolución del caso.

## Años recientes
Terminado su periodo en la Alcaldía en enero de 2024, fue seleccionada como becaria del programa Iniciativa de Liderazgo Avanzado de la Universidad de Harvard en Estados Unidos. Esta beca reconoce destacadas trayectorias y éxitos en el ámbito público y privado.
En mayo de 2024, anunció su renuncia junto al también exalcalde de Bogotá Antanas Mockus, al Partido Alianza Verde después de varios años de militancia, debido a la vinculación de unos de sus copartidarios en el escándalo de corrupción de la Unidad Nacional para la Gestión del Riesgo de Desastres (UNGRD) por la compra de unos carrotanques para proveer de agua a La Guajira.
En una reciente visita a la India, en una conversación con el medio Hindustan Times habló sobre los liderazgos urbanos sólidos y las iniciativas tomadas en su periodo como alcaldesa de Bogotá.
Respecto a las recientes elecciones presidenciales en Venezuela, ha demostrado su apoyo a la política venezolana María Corina Machado. El pasado 26 de julio, viajó a Venezuela para hacer parte del proceso de observación electoral. Sin embargo, denunció que le quitaron su pasaporte sin argumentos y luego fue deportada del país de regreso a Colombia.

## Producción bibliográfica
Ha sido columnista del portal La Silla Vacía, el diario El Tiempo y la revista Semana. Sus investigaciones sobre parapolítica fueron publicados en los libros colectivos Parapolítica: la ruta de la expansión paramilitar y los acuerdos políticos (publicado en 2007) e Y refundaron la patria: de cómo mafiosos y políticos reconfiguraron el Estado colombiano (publicado en 2012). A mediados del 2016, presentó su visión sobre como finalizar el conflicto armado con las Farc en ¡Adiós a las Farc! ¿Y ahora qué?

## Reconocimientos
- El 15 de noviembre de 2020 la revista francesa Conflits la definió como “El nuevo rostro de Colombia”.
- El 23 de noviembre de 2020 fue incluida como una de las 100 mujeres más influyentes del mundo según la BBC Mundo.
- El 24 de noviembre del 2020 The Economist la destacó como personaje del 2021 por, “Encontrar, en la adversidad de la crisis sanitaria, oportunidades de aprendizaje”.
- Vicepresidenta en el periodo 2020-2022 y presidenta del 2022 al 2024 del Centro Iberoamericano de Desarrollo Estratégico Urbano (CIDEU).
- Desde julio de 2022 asumió como presidenta de la Asociación Mundial de Grandes Metrópolis (metropolis®)  hasta diciembre de 2023.
- El 26 de marzo de 2021 fue nominada como finalista para el premio World Mayor, un galardón otorgado por la Fundación City Mayors  por manejo de la pandemia.
- En 12 de agosto de 2021 recibió el premio ‘Mujer: Liderazgo que Trasciende’, en la categoría de Ciencia Política. Este reconocimiento le fue entregado por la WEF (Women Economic Forum) y la EAN, por liderar causas a favor del empoderamiento femenino.
- Desde junio del 2022 hasta diciembre de 2023 es vicepresidenta de la red de Ciudades y Gobiernos Locales Unidos (CGLU).
- El 26 de enero de 2023 recibió el galardón LGTB de Andalucía, por su trabajo para erradicar la discriminación por orientación sexual o identidad de género.
- Durante 3 años consecutivos 2021-2023, Claudia López ha sido destacada por la revista Forbes Colombia como una de las mujeres más poderosas e influyentes del país.
- El 27 de julio de 2023, recibió el premio ‘Mujer Legendaria’ otorgado por el Women Economic Forum, en reconocimiento a su liderazgo y gestión en la reducción de las brechas de género.